# Tempe (albedo)
Tempe és una característica d'albedo a la superfície de Mart, localitzada amb el sistema de coordenades planetocèntriques a 39.67 ° latitud N i 290 ° longitud E. El nom va ser aprovat per la UAI l'any 1958 i fa referència a Tempe, vall al sud del Mont Olimp.